# Cerquita de ti
"Cerquita de Ti" é uma canção do grupo pop mexicano, RBD. Foi lançada em 17 de agosto de 2023 pela gravadora Universal Music Latino. Composta por Ben Aler, Christopher von Uckermann, Manuel Lara, Nicole Horts Stanglemaier e Pambo, é a primeira canção inédita do grupo lançada desde "Siempre He Estado Aquí" em 2020.
A canção marca o primeiro lançamento oficial do grupo com a finalidade de divulgar sua sexta turnê, a Soy Rebelde Tour.

## Antecedentes
Em fevereiro de 2023, o grupo RBD lançou uma segunda versão da canção "Siempre He Estado Aquí", desta vez com os vocais adicionais da cantora Dulce María. A canção recebeu o título de "S.H.E.A".

## Apresentações ao vivo
A primeira apresentação ao vivo da canção foi na cidade de El Paso, Estados Unidos, em 25 de agosto de 2023 durante a estreia da Soy Rebelde Tour.

## Formato e duração
1. "Cerquita de Ti" – 3:37

## Vendas e certificações
| Região                                                                                             | Certificação | Vendas  |
| -------------------------------------------------------------------------------------------------- | ------------ | ------- |
| Brasil (Pro-Música Brasil)                                                                         | Ouro         | 20,000* |
| *números de vendas baseados somente na certificação ^distribuições baseadas apenas na certificação |              |         |

## Histórico de lançamento
| País   | Data                 | Formato          | Gravadora              | Ref.  |
| ------ | -------------------- | ---------------- | ---------------------- | ----- |
| Vários | 17 de agosto de 2023 | Download digital | Universal Music Latino | [ 9 ] |

## Créditos
- Anahí – vocal
- Christian Chávez – vocal
- Christopher von Uckermann – vocal, composição
- Dulce María – vocal
- Maite Perroni – vocal
- Ben Aler – compositor
- Manuel Lara – compositor, produtor
- Nicole Horts Stanglemaier – compositora
- Pambo – compositora